# Decs
Decs è un comune dell'Ungheria centro-meridionale di 4 237 abitanti (dati 2008). È situato nella contea di Tolna.